# Papa Alexandru al VIII-lea
Papa Alexandru al VIII-lea (Pietro Vito Ottoboni) (n. 22 aprilie 1610, Veneția, Republica Veneția – d. 1 februarie 1691, Roma, Statele Papale) a deținut funcția de papă între anii 1689-1691.

## Literatură
- deFriedrich Wilhelm Bautz:  Alexander VIII în Biografii din bibliografia lexiconului bisericesc (BBKL). Bd. 1, Hamm 1975, ISBN 3-88309-013-1, Sp. 106.
- Armando Petrucci: Alessandro VIII, papa. In: Dizionario Biografico degli Italiani.Band 2. 1960